# Marianne Cohn

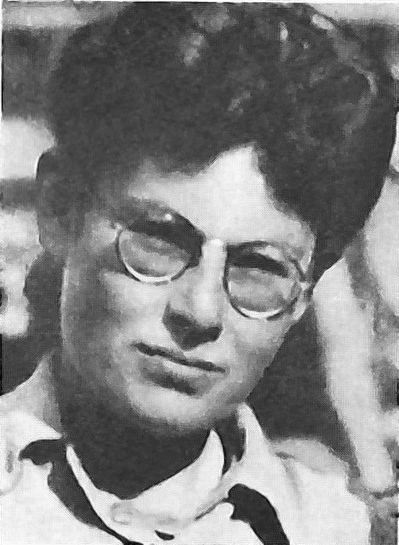
Marianne Cohn

Marianne Cohn (geb. 17. September 1922 in Mannheim; gest. 8. Juli 1944 in Ville-la-Grand, Département Haute-Savoie, Frankreich), alias: Colin, war eine Kinderfürsorgerin und Widerstandskämpferin gegen den Nationalsozialismus. Sie wurde ein Opfer des NS-Regimes.

## Leben
Ihr Vater Alfred Cohn (1892–1954) und ihre Mutter Margarete, geborene Radt, (1891–1979) wohnten in Mannheim und waren seit dem 22. März 1921 verheiratet. Alfred war ein sehr guter Freund des Schriftstellers Walter Benjamin und mit ihm zusammen zur Schule gegangen.
Margarete studierte in München Nationalökonomie und war von 1914 bis 1916 mit Walter Benjamin verlobt. Bis zu seinem Todesjahr 1940 stand er mit beiden in regelmäßigem Briefwechsel.
Marianne Cohn wurde am 17. September 1922 geboren, ihre Schwester Lisa (gestorben 1996) am 19. April 1924. Im Jahr 1928 zog die Familie nach Berlin, wo die Cohns ab 1929 eine Vier-Zimmer-Wohnung in der Chausseestraße 35 (heute Mariendorfer Damm 76) in Berlin-Mariendorf bewohnten. Von Oktober 1932 bis zur Auswanderung der Familie besuchte Marianne Cohn das „Lyzeum mit Frauenschule“ in der Tempelhofer-Ringstraße 103–106 (heute Johanna-Eck-Schule); ihr Abgangszeugnis erhielt sie am 28. März 1934. Die nur noch zur Untermiete bewohnte Wohnung am Wulfila-Ufer 52 musste zum 31. März 1934 aufgegeben werden, die Reste der wertvollen Wohnungseinrichtung mussten weit unter Wert verkauft werden, weil der Verkaufserlös dringend benötigt wurde. Noch im Frühjahr 1934 emigrierte die Familie nach Paris und bereits wenige Tage später nach Barcelona. 1938 kehrte sie wegen des Spanischen Bürgerkriegs nach Frankreich zurück.
Cohn arbeitete seit 1943 als Kinderfürsorgerin in der zionistischen Jugendorganisation „Mouvement de Jeunesse Sioniste“ (MJS) und war gleichzeitig Mitglied in der jüdischen Widerstandsbewegung „Organisation juive de combat“ (OJC), die ein Teil der Résistance war. Am 31. Mai 1944 versuchte sie, einen Transport von 32 jüdischen Kindern (zwischen drei und 19 Jahren) von Lyon aus – damals unter deutscher Besatzung – in die sichere Schweiz zu bringen. Dadurch sollte die vorgesehene Deportation der Kinder in ein deutsches KZ (zum Zweck ihrer Ermordung) verhindert werden. Kurz vor der Grenze scheiterte die Flucht. Cohn und die Kinder wurden ins Gefängnis gebracht. Der Bürgermeister Jean Deffaugt des Ortes Annemasse bot ihr an, ihr allein zur Flucht zu verhelfen, was sie ablehnte, um bei den Kindern zu bleiben. Schließlich wurden die Kinder gerettet, sie selbst aber bei der Befreiung des Ortes am 23. August 1944 tot unter einem Leichenhaufen gefunden. Mit ihr zusammen wurden am 8. Juli noch die ebenso inhaftierten Widerstandskämpfer Marthe-Louise Perrin, Felix-Francois Debore, Julien-Edmond Duparc, Henri-Francois Jaccaz und Paul-Léon Regard unter nicht völlig geklärten Umständen ermordet. Ihr geschändeter und völlig entstellter Leichnam wurde nach Grenoble gebracht, wo ihre Familie wohnte, und dort auf dem Friedhof „Cimetière du Grand-Sablon“ beerdigt.

## Die Täter
Nach der Veröffentlichung von drei Fotografien im Jahr 2004 durch das Simon Wiesenthal Center im Rahmen der Operation Last Chance sollten die Täter identifiziert werden. Verdächtigt wurden Angehörige des Sicherheitsdienstes, der Grenzpolizei in Annemasse und Angehörige der 2. Kompanie des „Polizei-Regiments 19“, späterer Name „SS-Polizei-Regiment 19“, die zu der Zeit in Annemasse stationiert war. Die Truppe wurde vom „HSSPF Alpenland“  Erwin Rösener kommandiert; sie hatte zunächst auf dem Balkan zahlreiche Verbrechen an Zivilisten begangen. Im Mai 1944 nach Frankreich verlegt, mordete das Regiment 19 dort an verschiedenen Orten weiter. Der Historiker Stefan Klemp hatte 2004 die Namen von Alpenland-Mitgliedern in Frankreich der „Zentralstelle im Lande NRW für die Bearbeitung von nationalsozialistischen Massenverbrechen bei der Staatsanwaltschaft Dortmund“ gemeldet, allerdings folgenlos. Im Frühjahr 2017 veröffentlichte das Fritz Bauer Institut ein Dossier über die gescheiterten Ermittlungen. Die Ermordung von Marianne Cohn ist bis heute nicht aufgeklärt, die Männer auf den Fotos wurden nicht identifiziert.

## Ehrungen
Posthum wurde Marianne Cohn am 7. November 1945 geehrt, von der Militärregierung Lyon wurde ihr das Kriegskreuz mit silbernem Stern verliehen. In Ville-la-Grand wurde 1956 eine Straße nach ihr benannt und ein Denkmal (auch für fünf andere am selben Tag ermordete Widerstandskämpfer) errichtet. François Mitterrand eröffnete ihr zu Ehren 1982 einen Garten in der israelischen Holocaust-Gedenkstätte Yad Vashem und in Annemasse wurden 1984 eine Vorschule und eine Grundschule nach ihr benannt. An der Oberlandstraße in Berlin-Tempelhof trägt die Marianne-Cohn-Schule, ein sonderpädagogisches Förderzentrum, ihren Namen. An ihrer letzten Wohnadresse Wulfila-Ufer 52 in Tempelhof wurde im Dezember 2007 ein Stolperstein zum Gedenken verlegt.

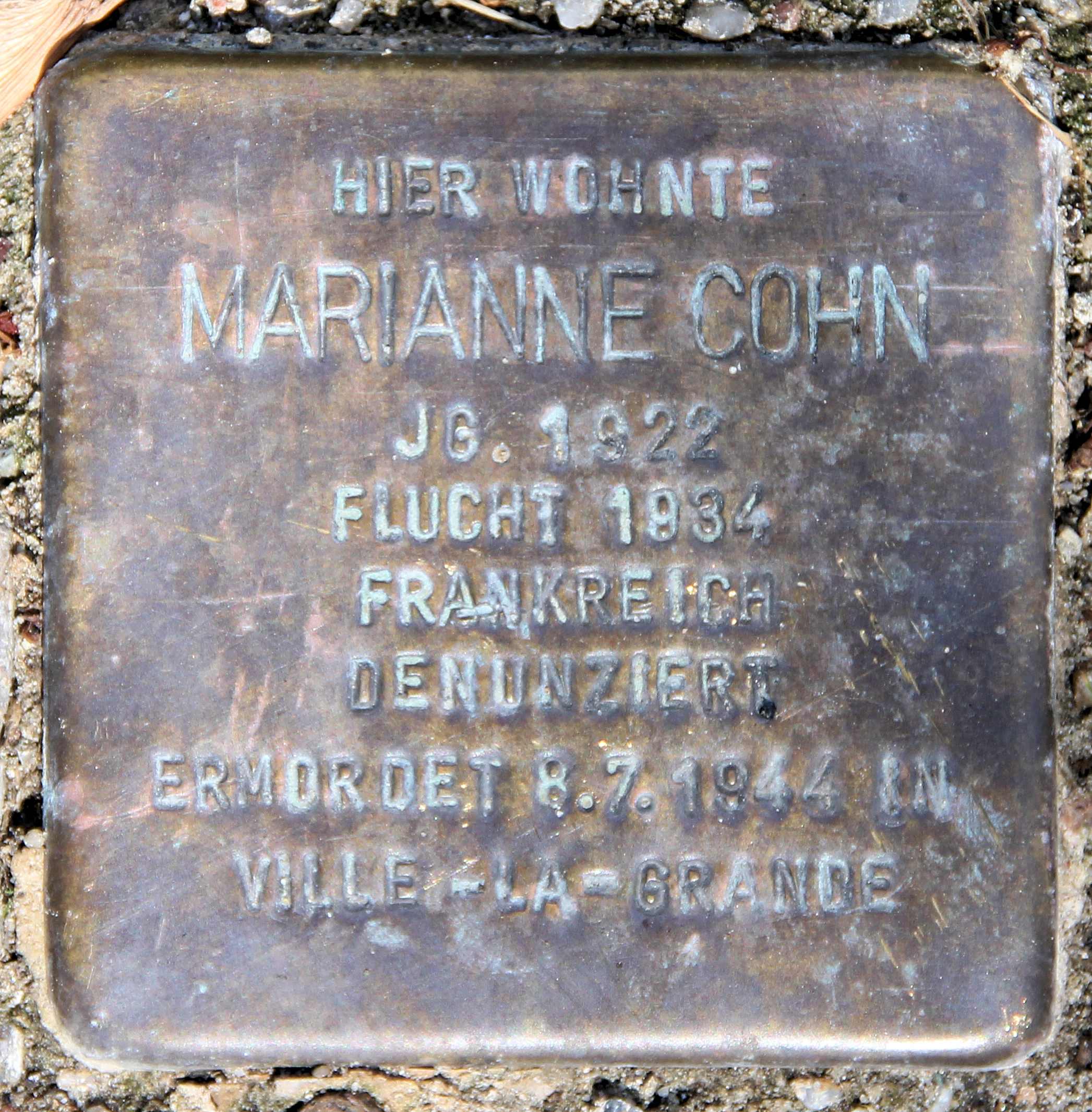
Stolperstein am Haus Wulfila Ufer 52, in Berlin-Tempelhof

Ein weiterer Stolperstein wurde in ihrer Geburtsstadt Mannheim in der Meerfeldstraße 4a verlegt. Der Gemeinderat der Stadt Mannheim beschloss 2014, eine Straße nach Marianne Cohn zu benennen.
Im Juni 2018 wurde eine Ausstellung von aus Frankreich eingewanderten Studierenden von der TZeitlin School, Urban 12 Tel Aviv unter der Leitung von Magali Renaud-Katorza in Erinnerung an Marianne Cohn und Mila Racine erstellt, die im Wahlin House in Givatayim in Anwesenheit des französischen Botschafters eröffnet wurde. Die Ausstellung wurde mit dem Yad-Vashem-Preis für ein Bildungsprogramm ausgezeichnet, das sich mit der Geschichte der französischen Juden im Holocaust befasst, in Zusammenarbeit mit der Organisation "Alumim" und der Stiftung für Holocaust-Gedenken in Frankreich.
Aus Anlass von Marianne Cohns 100. Geburtstag organisierte die Stadt Annemasse im September 2022 eine zweiwöchige Veranstaltungsreihe, die unter anderem eine Feierstunde, geführte Stadtführungen, zwei Ausstellungen im Rathaus sowie die Aufführung eines Theaterstücks über Cohn umfasste.
Am 9. November 2022 fand in der Ausstellung Wir waren Nachbarn im Rathaus Schöneberg in Berlin eine Gedenkveranstaltung für Marianne Cohn statt.
Zum Holocaustgedenktag fand am 22. Januar 2023 in der Kirche zum Heilsbronnen eine Gedenkveranstaltung für Marianne Cohn statt. Die Veranstaltung wurde von der Dauerausstellung Wir waren Nachbarn im Rathaus Schöneberg ausgerichtet.

## Autorin
- Verraten werde ich morgen Gedicht von M.C., Nov. 1943, in: Frankreich meines Herzens. Die Résistance in Gedicht und Essay Hg. Irene Selle, Leipzig 1987, ISBN 3-379-00090-6, S. 171; französische und deutsche Fassung siehe Weblinks